# Alain Guyard
Pour les articles homonymes, voir Guyard.
Alain Guyard, né le 23 octobre 1966 au Creusot, est un écrivain français.

## Biographie

### Enfance et études
Fils d'un principal de collège et de Pierrette Vignot-Guyard, joueuse de basket-ball qui fut capitaine de l'équipe de France féminine, il naît en octobre 1966 au Creusot.
Il connaît une enfance au milieu des Manouches et des repris de justice.
Il apprend à lire dans La Calotte. Influencé par son enseignant de terminale au lycée Chrestien-de-Troyes, M. Legrand, et "pour retarder le moment de travailler", il entreprend des études de philosophie et des recherches consacrées à l’imaginaire au centre Bachelard de Dijon, à Glasgow et à Mayence, il est boursier au CNRS, décide de s'enfuir avec l'argent au lieu d'achever sa thèse consacrée à l'art de fabriquer de l'or et de la fausse-monnaie selon les principes de l'alchimie. Il finit tout de même par la soutenir en 1990.
Anarchiste, il a appartenu à la Confédération nationale du travail dix ans durant. Il affirme n'avoir voté qu'une fois, pour la ratification du traité de Maastricht lors du référendum de 1992, à l'appel de Toni Negri.

### Philosophe vagabond
Alain Guyard a enseigné la philosophie à compter de 1990, d’abord à l’université de Bourgogne, puis en lycée (notamment à Joliot-Curie, puis à Philippe-Lamour). En 2005, il quitte l'Éducation nationale, lorsqu'il estime qu'elle est devenue une « machine à rentabiliser ».
En 2000, il décide de prendre la route pour exposer la philosophie dans des lieux où on ne l'attend pas, avec des publics qu'on ne s'attend pas à voir philosopher. En 2003 il va mettre en place des ateliers de philosophie dans divers centres pénitentiaires, pour promouvoir l'art brut chez ceux qu'il appelle les « esthètes bruts ». Il étend son champ d’intervention à partir de 2010 aux milieux psychiatriques, hospitaliers, aux unités de soins palliatifs, aux centres d’hébergements et foyers de jeunes sous protection judiciaire. Il complète ces interventions à la marge par des manifestations plus populaires, dans des salles des fêtes, des foyers ruraux ou des médiathèques. Enfin, à partir de 2014 il vagabonde de foire en festival, de bistro en barnum, et transforme l'enseignement de la philosophie en une performance canaille et populaire. Ainsi veut-il « casser un entre-soi culturel qui participe à creuser le fossé entre les classes sociales. ». En 2024, il met en place une "philosophie clinique", qui combine les apports de la psychanalyse lacanienne et ceux de la philosophie antique. Il l'applique depuis sous forme d'entretiens, d'ateliers d'écriture et de séances de supervision.

### Écrivain
Auteur de romans, de pièces de théâtre et d'essais, d'aucuns, comme Franck Bart, rapprochent son œuvre de la « littérature prolétarienne des années 30 », et notamment de celle d'Henry Poulaille. Son style est emprunté à l'argot ; ainsi, Claire Julliard dit de lui qu'il « descend d'Albert Simonin, de Frédéric Dard et de Michel Audiard ». Parce qu'il emprunte sa gouaille au monde des bonimenteurs et autres camelots, Daniel Mermet lui accolera l'étiquette de « philosophe-forain ». Pour sa part, il revendique l'héritage d'Albert Cossery et, selon Charles-Emmanuel de Torcy, son œuvre conjugue des « leçons accélérées de marxisme et de délinquance ».
Il a également utilisé les noms de plume d'Alain-René Königstein, de René Witzhard[réf. souhaitée] et d'Un académicien sans académie.

## Publications
- Alain Guyard, Ma cabane sans peine, Paris, Le Dilettante, 2024, 224 p. (ISBN 9791030801255)
- Alain-René Königstein et Alain Guyard, Le culte sauvage, Nîmes, Anima, 2022, 68 p. (ISBN 978-2-955-97549-7, OCLC 1396998030)
- Alain-René Königstein, D.R.A.M.E Déracinement et Reboisement de l'Arbre-Monde Ensauvagé, Nîmes, Anima, 2022, 64 p. (ISBN 978-2-9559754-8-0)
- « Socrate, l'homme qui n'arrêtait pas de mourir », dans M. Lacambre et C. Hanon (dirs.), Vouloir mourir au XXIe siècle, Paris, Doin, coll. « Polémiques », 2021, 142 p. (ISBN 978-2-7040-1682-2)
- Alain Guyard, 22 leçons de philosophie par et pour les mauvaises filles, les goudous, les travelos, les couires, les petits pédés et les grandes folles., Paris, Le Dilettante, 2020, 255 p. (ISBN 9791030800241)
- Alain-René Königstein, Carbonisé. Une anthologie des œuvres de A.-R. Königstein - 1994 -2919- Préface d'Alain Guyard, ill. Tino Di Santolo, Nîmes, Anima, 2020, 319 p. (ISBN 978-2-9559754-2-8)
- Alain Guyard (ill. Alain Guyard), À bout d'habits, Nîmes, Les Éditions de mon Q, 2020, 60 p.
- Alain Guyard, Charlie Bauer est amoureux, Paris, Camino Verde, 2019, 48 p. (ISBN 9-791090-267480)
- Alain Guyard, Natchave, Paris, Le Dilettante, 2018, 228 p. (ISBN 978-2-84263-958-7)
- Alain Guyard, Quand les médias complotent, est-ce le pouvoir qui se touche ?, Paris, Camino Verde, 2018 (ISBN 9-791090-267343)
- Alain Guyard, Quelle différence y a-t-il entre une embauche en C.D.D et une fessée déculottée ?, Paris, Camino Verde, 2018 (ISBN 9-791090-267350)
- Alain Guyard, Faut-il se faire le maillot ou le mouiller ?, Paris, Camino Verde, 2018 (ISBN 9-791090-267367)
- Alain Guyard, Quelle différence y a-t-il entre Socrate et une grosse Shéhérazade gavée de loukoums et retrouvée morte dans les escaliers du Parthénon ?, Paris, Camino Verde, 2018 (ISBN 9-791090-267374)
- Alain Guyard, Faire un régime dissocié, est-ce cautionner l'apartheid ?, Paris, Camino Verde, 2018 (ISBN 9-791090-267381)
- Alain Guyard, Vaut-il mieux baiser comme un lapin ou méditer en tibétain ?, Paris, Camino Verde, 2018 (ISBN 9-791090-267398)
- Salvatore Stella, Stéphanie Leboyer, Jean-Pierre Mahier, Jean Mick,, AEMO, AED : contrôle social des pauvres ?, Toulouse, Erès, 2017, 312 p. (ISBN 978-2-7492-5507-1), "La pauvreté existentielle des travailleurs du social et le contrôle de leur désir"
- Le Un, "Soigne et tais-toi", n° 132, 2016, 16 p., "Une vieille bataille"
- Alain Guyard et al., La Presse ancienne révélée : Les Chroniques retrouvées du Midi, Montpellier, LRLL, 2016, 224 p. (ISBN 978-2-918493-03-7), « Une Éternité de papier », pp. 13-21
- Alain Guyard et Yohan Laffort, Conversations au-delà de la philosophie, Saint-Jean-de-Védas, Mille et une productions, 2015, 84 p. (ISBN 978-2-7466-8563-5)
- Alain Guyard, La Soudure, Paris, Le Dilettante, 2015, 228 p. (ISBN 978-2-84263-821-4)
- Alain Guyard, La Fleur au fusil : chroniques de la guerre de 14-18, Paris, Camino verde, coll. « Spectacles à lire et à écouter », 2014, 47 p. (ISSN 2264-3362, BNF 43787213)
- Alain Guyard, 33 leçons de philosophie par et pour les mauvais garçons, Paris, Le Dilettante, 2013, 287 p. (ISBN 978-2-84263-773-6, BNF 43554816). — Traduction en Roumain (Baroque & Arts Books), en Turc (Say Kitap), en Chinois (Beijing Xinchang Cultural media).
- Alain Guyard, La Zonzon, Paris, Le Dilettante, 2011 (rééd. 2013), 288 p. (ISBN 978-2-84263-675-3, BNF 40207094). —  Traduction en Coréen.
- Alfred Boudry, Gaillard d'avants et Alain Guyard (ill. Lola Luna), Bibliothèque nomédienne, Nantes, L'Atalante, coll. « La Dentelle du cygne », 2008, 648 p. (ISBN 978-2-84172-443-7), « La Nomédie n'existe pas »
- Serge Velay, Alain Guyard et al., Visas pour le Gard : un siècle, un département, Vauvert, Au Diable Vauvert, 2006, 375 p. (ISBN 978-2-84626-101-2, BNF 40950846), « La Camargue, lieu de passage et de métissage ; Vauvert et la kabbale »
- Alain Guyard, Sacco et Vanzetti, Paris, Éd. libertaires, coll. « Théâtre », 2006 (réimpr. 2009), 52 p. (ISBN 2-914980-39-6, BNF 42044891)
- Alain Guyard (photogr. Jogood), Sacco et Vanzetti, Le Havre, Les Editions de Monsieur Max, 2015, 60 p. (ISBN 979-10-95202-00-4)
- Alain Guyard, Le projet Salomon, Paris, Dervy, coll. « L'Aventure initiatique », 2006, 495 p. (ISBN 978-2844544186, BNF 40207094)
- La franc-maçonnerie noire révélée ou La confrérie des nobles voyageurs, Paris, Dervy, coll. « Bibliothèque de la franc-maçonnerie », 2006, 271 p. (ISBN 2-84454-419-3, BNF 40207093)
- Alain-René Königstein (trad. Alain Guyard, préf. Alain Guyard), Les Braises sous la cendre, Charenton-le-Pont, Presses maçonniques, 2006, 94 p. (ISBN 978-2-84772-060-0, BNF 41258041, lire en ligne)
- Alain Guyard, La Fin de la franc-maçonnerie, Paris, Edimaf, coll. « Référence », 2003, 207 p. (ISBN 978-2-84721-035-4)
- René. Witzhard, Un siècle de maçonnerie égyptienne, Lyon, ACV, 2000, 30 p. (ISBN 978-2-913-03304-7, OCLC 407781134)
- Alain-René Königstein, L'Erreur Fasciste, Montpeyroux, Les Gouttelettes de Rosée, 1996 (réimpr. 1999), 15 p. (lire en ligne)
- Alain-René Königstein, L'Ésotérisme Révolutionnaire, Montpeyroux, Les Gouttelettes de Rosée, 1996, 80 p. (lire en ligne)
- Pierre Sauvanet, Jean-Jacques Wunenburger, Alain Guyard et al., Rythmes et philosophie, Paris, Kimé, coll. « Philosophie-épistémologie », 1996, 238 p. (ISBN 2-84174-044-7), « Fondement et origine de la rythmanalyse bachelardienne »
- Alain-René Königstein, Lettre du sous-commandant Marcos à son disciple sur les barricades, Cahors, Hriliu, 1996 (réimpr. 1997), 30 p. (ISBN 2-911651-00-6, BNF 36155628, lire en ligne), rééd. in "Occulture", no 3, hiver 1998/1999, p. 18-27, ill. Frieda Harris.

### Préfaces et postfaces
- Alain-René Königstein (préf. Alain Guyard), Carbonisé. Une anthologie des œuvres de A.-R. Königstein - 1994 -2919- Préface d'Alain Guyard, ill. Tino Di Santolo, Nîmes, Anima, 2020, 319 p. (ISBN 978-2-9559754-2-8)
- Pascal Gros (préf. Alain Guyard), Nulle part où fuir, Paris, Editions du Chêne, 2017, 156 p. (ISBN 978-2-81231-736-1, BNF 42062519)
- Fernand (préf. Alain Guyard), Cynosargue [Chien agile]. Images d'actualités, Nîmes, Cynosargue, 2016 (ISBN 978-1-36-459058-1)
- Cendrine Borzycki (postface Alain Guyard, ill. Cendrine Borzycki), Hors les murs : journal d'un voyage immobile, Paris, Réunion des musées nationaux et du Grand Palais des Champs-Elysées, 2013, 47 p. (ISBN 978-2-7118-6149-1)
- Jean-Paul Curnier, Patrick Fabre et Lionel Roux (postface Alain Guyard, photogr. Lionel Roux), Odyssée pastorale, Arles, Actes Sud, 2009, 156 p. (ISBN 978-2-7427-7202-5, BNF 42062519)

### Bandes dessinées
- Alain Guyard, La Grosse Triplette, Lorient, éditions des pieds en canard, 2022, 60 p.
- Alain Guyard et La Triple Alliance Egyptienne (ill. Alain Guyard), Le Nouveau livre de Thot, Nîmes, Anima, 2021, 119 p. (ISBN 978-2-9559754-4-2)

## Théâtre
Il est auteur de pièces de théâtre, notamment de :
- À bout d'habits (2020, m. e. s. F. Nagot).
- Charlie Bauer est amoureux (2019, m. e. s. D. Fataccioli / 2014, m. e. s. D. Fataccioli).
- La Fleur au fusil (2016, m.e.s. R. Nicolas / 2013, m.e.s. F. Bourcier ).
- Résister c’est exister (2015, m. e. s. D. Lanoy / 2008, m.e.s. I. Starkier).
- La bande à Bonnot (2015, m.e.s. E. Besnault).
- Matchenka (2015, m.e.s. Th. Tessier).
- La Cuisine du Père Igor (2015, m.e.s. C. Canovas / 2007, m.e.j. K. Béziex).
- D'Artagnan de Carmargue, con ! (2014, m.e.s. A. Ségura).
- La Maréchale et le Libertin (2013, m.e.s. F. Bourcier).
- Out law in love (2011, m.e.s. F. Bourcier).
- La Fontaine entre chien et loup (2010, m.e.s. F. Bourcier).
- Femmes passées sous silence (écriture coll., 2010, m.e.s. F. Bourcier).
- Sacco et Vanzetti (2021, m.e. s. Dominique Babilote, 2008, m.e.s. F. Bourcier).
- Putys et Clitoras (2008, m.e.s. A. Guyard).
- Barricades ! (2008, m.e.s. F. Bourcier).
- Lettres de délation (écriture coll., 2007, m.e.s. I. Starkier, R. Ribeiro).
- Le tango des naufragées (2005, Compagnie Fleming Welt).
- Le Cri de l'ange (2004, Cie du Fa).
- Lettre du Sous-Commandant Marcos à son disciple sur les barricades (1996, m.e.s. Caracoles de Chiapas).

## Distinctions
- Nomination au prix de Flore 2011 pour La Zonzon.[18]
- Nomination au prix Lire & Virgin Megastore 2011 pour La Zonzon.[19]
- Prix Georges-Brassens 2011 pour La Zonzon.[20]
- Prix Jeune Mousquetaire du premier roman 2012 pour La Zonzon.[21]
- Label Centenaire 2014 de la mission du centenaire de la Première Guerre mondiale (label 80/2016/059) pour La Fleur au fusil.[22]
- Groprix du livre 2019 pour Natchave[23].

### Filmographie
- Gérard Courant, Peut-on bourrer les urnes comme on bourre le mou, par Alain Guyard (Carnet filmé 21 septembre 2019), Toulouse, Les Amis du Cinématon, La Fondation Gérard Courant, 2019, 50 min.  ()
- Thierry Lanfranchi, Au diable Vauvert, Paris, Zeugma films — Candela, 2005, 91 min. (« présentation en ligne »)
- Frédérique Chapuis, Vies philosophiques (web-documentaire), Valbonne, Nuxit, 2013 (« présentation en ligne »)
- Jean-Jacques Cunnac, Lucie doute, 2013, Sainte-Anastasie, Les Films du Mas productions, 7 min.
- Loïck Coriou, C'est quoi le bonheur ?, Paris, Viewniverse Studio, 2015, 26 min. (« présentation en ligne », « voir en ligne »)
- Yohan Laffort, La Philo à bras-le-corps : le mauvais garçon de la métaphysique, Saint-Jean-de-Védas, Mille et une productions, 2015, 52 min.

- Yohan Laffort, La Philo vagabonde, Montpellier, Mille et une productions, 2016, 1 h 38. (« site officiel »)
- Yazid Medmoun & David Gavois, Et l'on fit de la philosophie en Somme, Conseil Départemental de la Somme, 2016, 14 min. (« voir en ligne »)
- Cécile Cathelin, Alain Guyard, On passe à l'acte, 2018, (« présentation en ligne en trois formats » .)